# استوديو بلانك
استوديو بلانك (باليابانية: 株式会社スタジオブラン، بالروماجي: Kabushiki-gaisha Sutajioburan) هو استوديو رسوم متحركة ياباني، تأسس في 3 سبتمبر عام 2008 من قبل تاكيشي إيريغوتشي، ويقع مقره في نيريما في
طوكيو.

## أعمال الاستوديو

### مسلسلات أنمي تلفزيونية
| العنوان                                        | المخرج                           | تاريخ بداية العرض | تاريخ نهاية العرض | عدد الحلقات | المراجع           |
| ---------------------------------------------- | -------------------------------- | ----------------- | ----------------- | ----------- | ----------------- |
| Ro-Kyu-Bu!                                     | كيزو كوساكاوا                    | 1 يوليو 2011      | 24 سبتمبر 2011    | 12          | [ 1 ] [ 2 ]       |
| My Girlfriend Is Shobitch                      | نوبويوشي ناغاياما                | 12 أكتوبر 2017    | 13 ديسمبر 2017    | 10          | [ 3 ] [ 4 ] [ 5 ] |
| Life Lessons with Uramichi Oniisan             | نوبويوشي ناغاياما                | 6 يوليو 2021      | 28 سبتمبر 2021    | 13          | [ 6 ] [ 7 ]       |
| إعادة تجسيد أقوى طارد أرواح شريرة في عالم آخر ‏ | نوبويوشي ناغاياما ريوسوكي شيبويا | 7 يناير 2023      | 1 أبريل 2023      | 13          | [ 8 ]             |
| Ayaka: A Story of Bonds and Wounds             | نوبويوشي ناغاياما                | 2 يوليو 2023      | 17 سبتمبر 2023    | 12          | [ 9 ]             |
| Vampire Dormitory                              | نوبويوشي ناغاياما                | 2024              |                   |             | [ 10 ]            |

### أونا أنمي
| العنوان                                     | المخرج            | تاريخ العرض    | عدد الحلقات | المراجع |
| ------------------------------------------- | ----------------- | -------------- | ----------- | ------- |
| Goulart Knights: Evoked the Beginning Black | ماساهيرو سونودا   | 24 ديسمبر 2010 | 1           | [ 11 ]  |
| Goulart Knights: Evoked the Beginning White | ماساهيرو سونودا   | 25 سبتمبر 2011 | 1           | [ 12 ]  |
| My Girlfriend is Shobitch OVA ‏              | نوبويوشي ناغاياما | 25 مارس 2018   | 2           | [ 13 ]  |

## وصلات خارجية
- الموقع الرسمي باللغة اليابانية
- استوديو بلانك على موقع IMDb (الإنجليزية)